# Revan
Darth Revan és un personatge de l'univers de Star Wars. És un dels protagonistes de la saga de jocs Cavallers de l'Antiga República.

## Vida
Darth Revan va ser entrenat en les arts jedi. Va néixer a Deralia, planeta de l'Anell Exterior, aproximadament l'any 4000 abans de la batalla de Yavin (Episodi VI). Durant el seu entrenament a l'acadèmia Jedi, alguns dels seus mestres van ser el Mestre Zhar Lestin, el Mestre Dorak, la Mestra Arren Kae o el Mestre Vandar Tokare. Però la seva primera i última mentora va ser Kreia, una Mestra Jedi que va caure al costat tenebrós de la Força, passant-se a anomenar Darth Traya.

## La seva aportació a la història
Revan, abans de ser un amb el costat fosc de la Força, juntament amb el seu deixeble (el que posteriorment es corrompria i passaria a anomenar-se Darth Malak), van liderar al conjunt de Jedis que va fer cas omís a la decisió del Consell Jedi d'aleshores de no intervenir a les Guerres Mandalorianes, provocant una escissió en l'Orde Jedi i l'inici d'una Guerra Civil Jedi que la deixaria en perill d'extinció. Durant les Guerres Mandalorianes, les grans dots de Revan van ser claus per a derrotar l'exèrcit liderat per Mandalore, títol atorgat al més gran i fort d'entre els Mandalorians, deixant-los gairebé extints de la galàxia. Aquest homicidi va tenir lloc a Malachor V, un planeta que es va creuar en la vida de Revan i que va ser clau en el seu camí cap al costat fosc, ja que allí s'hi trobava l'antiga acadèmia Sith de Trayus, antiga seu del poder dels Sith.